# Cantón Gibraltar
El Cantón Gibraltar era la entidad territorial del estado Zulia (Venezuela) que precedió a los distritos Sucre y Baralt y que ocupaba el territorio de los actuales municipios Sucre, Baralt, La Ceiba (Trujillo) y Tulio Febres Cordero (Mérida). Recibió el nombre de su capital Gibraltar.

## Ubicación
Limitaba al norte con el Lago de Maracaibo y el Cantón Altagracia (Río Machango), al sur con los estados Estado Mérida y Estado Trujillo), al este con los estados Falcón, Lara y Trujillo en las serranías de Ziruma y el Empalado y al oeste con el Cantón Zulia o Cantón Fraternidad.

## Historia
El cantón Gibraltar fue creado como una nueva división político territorial de la provincia de Maracaibo (posteriormente estado Zulia a partir de 1864) en el año 1821 cuando el departamento del Zulia, fue dividido en los cantones Maracaibo, Zulia, Perijá, Gibraltar y Altagracia. Su capital fue establecida en la población de Gibraltar. La provincia de Maracaibo fue creada en 1676 como provincia de Mérida de Maracaibo, con el territorio de la anterior provincia de Mérida y el área de Maracaibo, cedida por la provincia de Venezuela, la capital y el nombre fueron cambiados en 1682 a provincia de Maracaibo. Sus visitantes alegan que perteneció al territorio del estado Mérida.
En 1823 luego de la batalla del lago, la provincia de Maracaibo es incorporada a la Gran Colombia como departamento del Zulia.
En 1830 la provincia de Maracaibo pasa al Estado de Venezuela.
En 1850 Las parroquias La Ceiba y La Ceibita son cedidas a la provincia de Trujillo dándole salida al lago de Maracaibo.
En 1856, se eliminan las secciones al quedar la provincia de Maracaibo con la única sección Zulia, la provincia queda dividida en los mismos cantones y en parroquias.
En 1864 la provincia de Maracaibo pasa a llamarse Estado Soberano del Zulia, y el cantón Gibraltar conservó su territorio sin modificaciones y pasó a llamarse distrito Sucre.

## Geografía

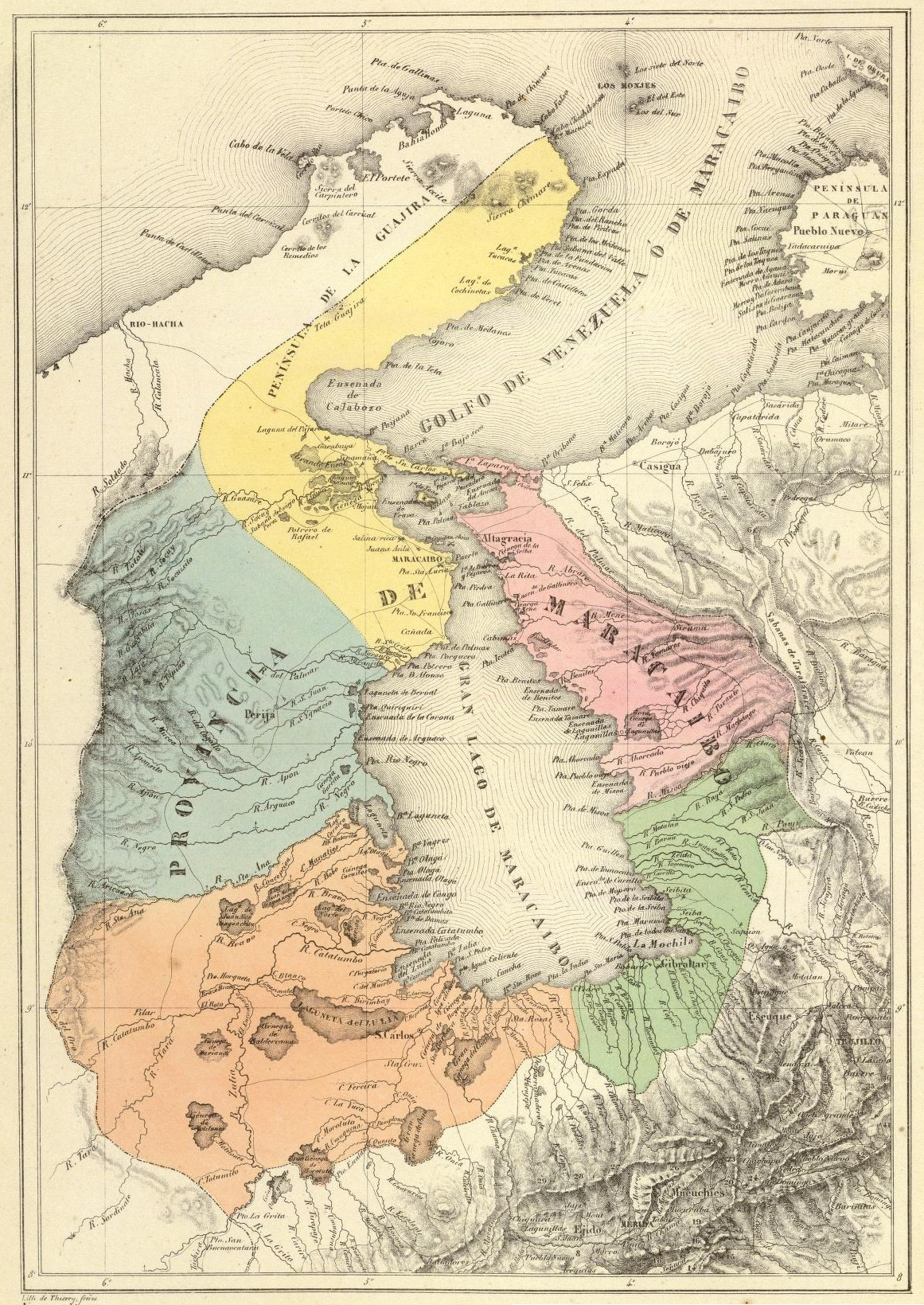
Mapa de la Provincia de Maracaibo con el Cantón Gibraltar en verde.

El cantón Gibraltar estaba conformado entre 1821 y 1850 por los actuales municipios Sucre y Baralt del estado Zulia, La Ceiba del estado Trujillo y Tulio Febres Cordero del estado Mérida y entre 1850 y 1864 por los actuales municipios Sucre y Baralt del estado Zulia y Tulio Febres Cordero del estado Mérida.
Estaba constituido por una zona de llanuras bajas que bajan de la serranía de Ziruma y la cordillera de los Andes, al este del río Catatumbo y al sur del Río Machango, en las fértiles tierras del sur del lago de Maracaibo.

## Territorio
Originalmente cantón Gibraltar comprendía todas las tierras bajas entre los ríos Catatumbo y Machango
En 1850 con al sesión de las parroquias La Ceiba y La Ceibita al estado Trujillo, el cantón perdió su continuidad territorial y paso a tener una sección en la costa oriental y otra al sur del lago de Maracaibo.

## Poblaciones
Entre los pueblos que conformaban el cantón Gibraltar estaban:
- Gibraltar (cabecera o capital).
- Bobures
- San Timoteo
- Mene Grande
- Palmarito
- La Ceiba
- Tomoporo
- Moporo
- Ceuta
- Santa Apolonia

## Actividad económica
La agricultura (cultivo de plátano) era la principal actividad de la región, además del comercio de los productos agrícolas provenientes de los Andes y de Colombia, y la pesca artesanal con redes. Los principales puertos desde la colonia eran Bobures y Gibraltar, que en tiempos de la colonia fueron blanco frecuente de ataques piratas. Contaba además con la existencia de pueblos de agua, construidos sobre palafitos en el lago de Maracaibo desde la época de los aborígenes, entre los que se encuentran: Ceuta, Tomoporo y Moporo.
La existencia del cantón Gibraltar fue anterior al descubrimiento de yacimientos de petróleo tanto en Mene Grande como en La Ceiba y Tomoporo.

## Política
El cantón Gibraltar era representado por un Jefe de cantón, el cual no tenía autoridad real sobre el territorio siendo sus funciones más parecidas a las de un jefe civil, entre las que se encontraban: 
- Catastro
- Registro de nacimientos
- Registro de esclavos (hasta la abolición de la esclavitud por José Gregorio Monagas en 1854)
- Registro de Matrimonios (desde la instauración del matrimonio civil por Antonio Guzmán Blanco en 1873)

El orden público y las tributaciones corrían a cargo del gobierno central, así como la educación pública y gratuita instituida por Guzmán Blanco en 1870.
Las obras eran nulas, el cantón no tenía presupuesto ni para construir una plaza, ni un camino. Las plazas, caminos y servicios de agua vendrían con el Distrito (y a partir de 1952).

## Disolución
La reforma de la constitución de Venezuela de 1904, disolvió los cantones, creando la figura de los Distritos, el cantón Altagracia fue dividido en Distrito Sucre y el corredor de Palmarito actualmente parte del municipio Tulio Febres Cordero del estado Mérida.